# 圓眶鈍塘鱧
圓眶鈍塘鱧（学名：Amblyeleotris periophthalma），为輻鰭魚綱鰕虎鱼目鰕虎亞目鰕虎魚科鈍塘鱧屬的其中一種，分布於印度西太平洋區，包括紅海、東非、模里西斯、馬爾地夫、阿曼、斯里蘭卡、印度、臺灣、菲律賓、日本、澳洲、印尼、密克羅尼西亞及所羅門群島等海域，體長可達11公分，為底棲性魚類，棲息深度5-35公尺，生活在砂石底質的海域，與槍蝦共生。

## 扩展阅读
維基物種上的相關：圓眶鈍塘鱧